# Xylariophilus honoratus
Xylariophilus honoratus är en skalbaggsart som beskrevs av Tarun Kumar Pal och Lawrence 1986. Xylariophilus honoratus ingår i släktet Xylariophilus och familjen rovbarkbaggar. Inga underarter finns listade i Catalogue of Life.